# 다카기촌
다카기촌(일본어: 喬木村)은 일본 나가노현 시모이나군 북부에 있는 촌이다.

## 인접한 자치체
- 이다시
- 시모이나군 다카모리정, 도요오카촌

## 역사
- 1875년 1월 23일 - 아지마촌, 가카스촌, 오가와촌, 도미타촌, 이쿠마촌이 합병해 다카기촌이 되었다.

## 인구
| 연도 | 인구  | ±%     |
| ---- | ----- | ------ |
| 1940 | 8,786 | —      |
| 1950 | 9,828 | +11.9% |
| 1960 | 8,422 | −14.3% |
| 1970 | 7,385 | −12.3% |
| 1980 | 7,224 | −2.2%  |
| 1990 | 7,242 | +0.2%  |
| 2000 | 7,089 | −2.1%  |
| 2010 | 6,693 | −5.6%  |

## 교통

### 도로
- 산엔난신 자동차도(국도 474호선)